# The Stolen Melody (film 1913)
The Stolen Melody è un cortometraggio muto del 1913 diretto da Lem B. Parker.

## Trama
Un giovane editore musicale si innamora della figlia di un compositore la cui musica è stata rubata.

## Produzione
Il film fu prodotto dalla Selig Polyscope Company.

## Distribuzione
Distribuito dalla General Film Company, il film - un cortometraggio in una bobina - uscì nelle sale cinematografiche statunitensi il 21 maggio 1913.